# Monte das Flores
O Monte das Flores localiza-se na baía da Cré, na freguesia de São Pedro, concelho da Vila do Porto, na ilha de Santa Maria, nos Açores.
Este acidente geológico ergue-se a 207 metros acima do nível do mar, e nele se localiza Estação de Rastreio de Satélites da Agência Espacial Europeia.